# Jair García
Jair García Gamboa (Guadalajara, 25 ottobre 1978) è un ex calciatore messicano, di ruolo attaccante.

## Carriera

### Club
Ha trascorso l'intera carriera nel campionato messicano.

### Nazionale
Con la maglia della nazionale ha esordito nel 2001.